# Hyleoza confusa
Hyleoza confusa là một loài bọ cánh cứng trong họ Cerambycidae.